# Wolter Hasemann
Wolter Hasemann (* vor 1580; † begraben 11. Juli 1614 in Braunschweig) war ein Steinmetz, Bildhauer und Baumeister, der in Braunschweig wirkte.

## Leben

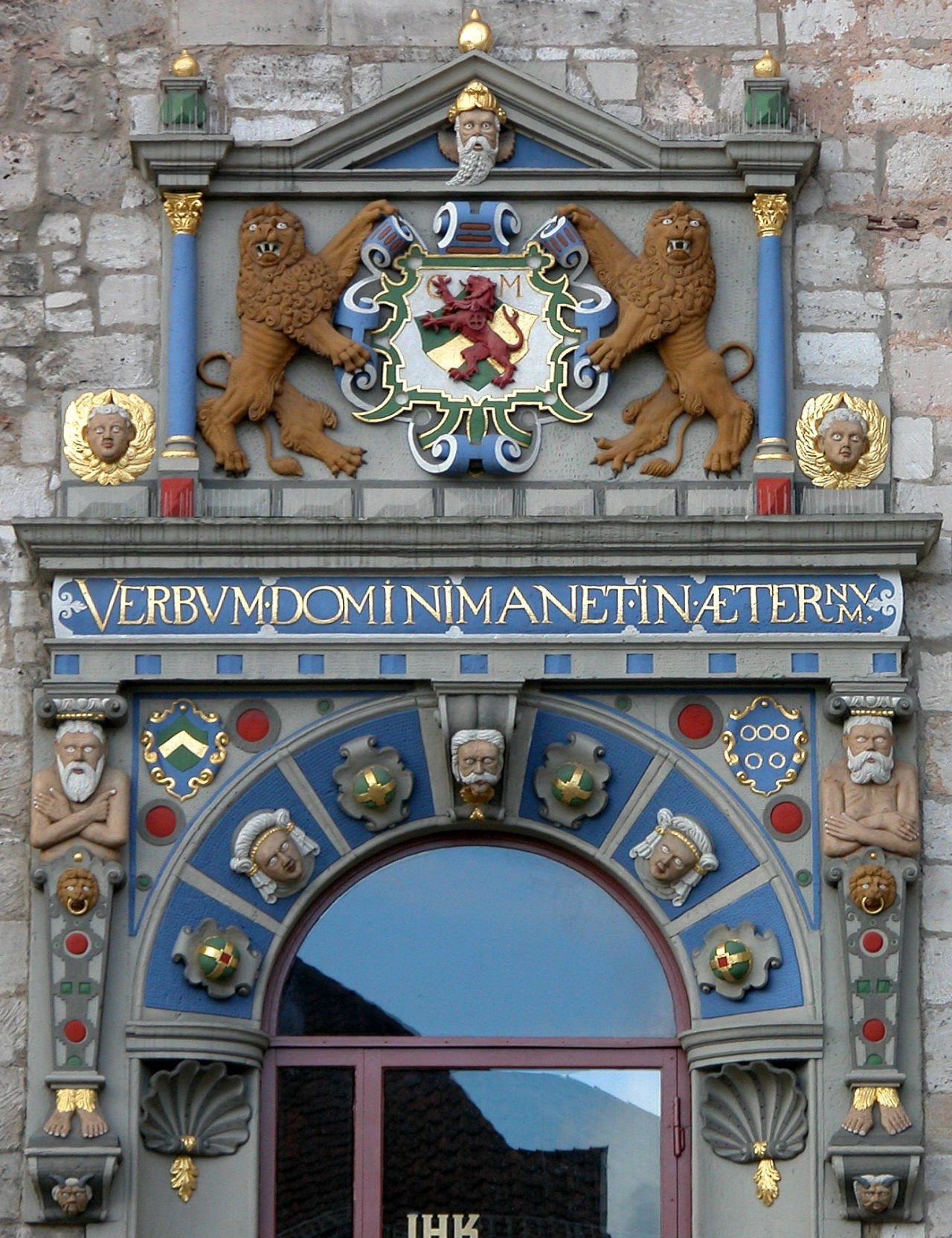
Hasemanns Portal auf der Nordseite des Gewandhauses

Balthasar Kircher, einer der bedeutendsten Steinbildhauer Braunschweigs, hatte Hasemann in seinem Testament bedacht, das er, weil er das Pestjahr 1597 überlebte, zurücknahm. In diesem Testament vermachte er ihm die Natursteine für ein Türgewände für Heinrich Bühring sowie die 60 Taler, die Bühring Kircher für das Gewände schuldig war. Kircher arbeitete vorübergehend 1621, als er arbeitslos war, wieder bei Hasemann. Wir wissen, dass Hasemann seit 1593 in einem Haus in der Gördelingerstraße 20 wohnte, einen Streit mit dem Bildhauer Barthold Fröler 1609 hatte und auf dem Friedhof von Martini in Braunschweig beigesetzt wurde. Mehr ist über das Leben Hasemanns nicht bekannt.

## Werk
Hasemann arbeitete von 1580 bis 1581 in der Steinmetzwerkstatt von Hans Rust. Als er 1584, nach Ablegung seiner Meisterprüfung, eine eigene Werkstatt eröffnete, arbeitete der Steinbildhauer des Gewandhauses in Braunschweig Balthasar Kircher bei ihm. Hasemann baute als Baumeister 1584 das Pollsche Haus für Hilmar von Strombeck in der Gördelingerstraße 43, 1590 die Hagenmarkt-Apotheke und 1593 das Haus Brauner Hirsch Südklint 15. Im Gebäude Brauner Hirsch war sein Steinmetzzeichen eingeschlagen. In allen drei Gebäuden befanden sich Portale aus Naturstein. Das Portal der Hagenapotheke von Wolter Hasemann wurde nach dem Zweiten Weltkrieg in die Nordseite des Gewandhauses eingebaut und das des Pollschen Hauses steht an der Bartholomäustwete. Steinmetzarbeiten führte er von 1594 bis 1612 nachweislich aus. Steinerne Ofenfüße mit dem Ratswappen lieferte er 1600. Auch arbeitete er an der durch ein Hochwasser beschädigten Stobenbrücke, was 1613 durch eine Inschrift bezeugt wurde.